# Nicab

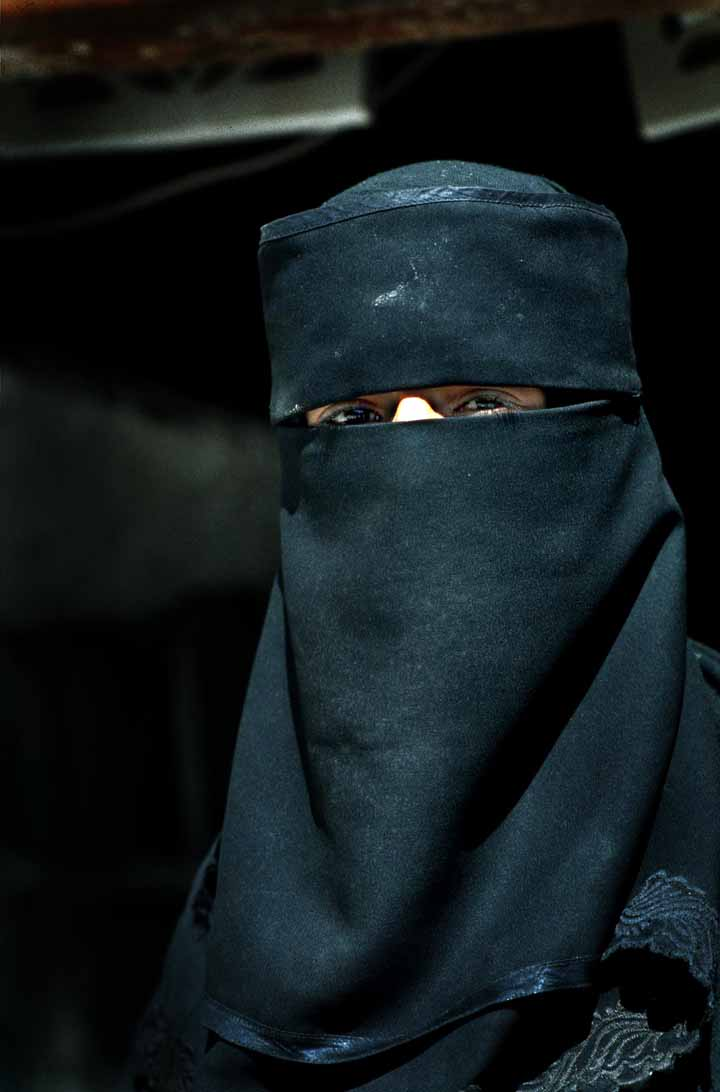
Dona iemenita amb el nicab

El nicab —de l'àrab نِقاب, niqāb—, de vegades anomenat vel integral, és un mocador que algunes dones musulmanes, especialment les dels països del golf Pèrsic, porten al cap per cobrir-se els cabells, el coll i la cara, excepte els ulls.

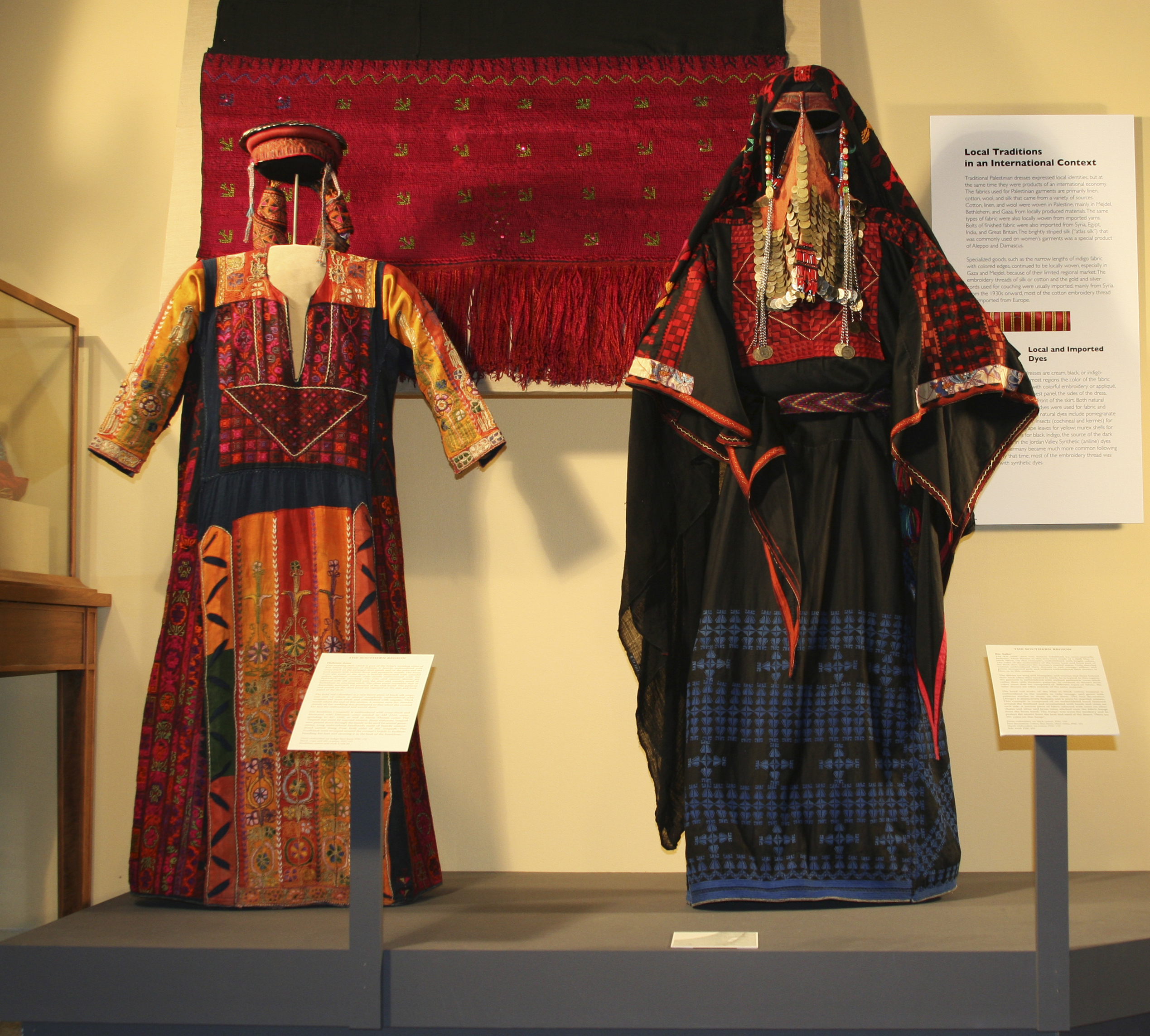
Vestits tradicionals dels beduïns d'Hebron

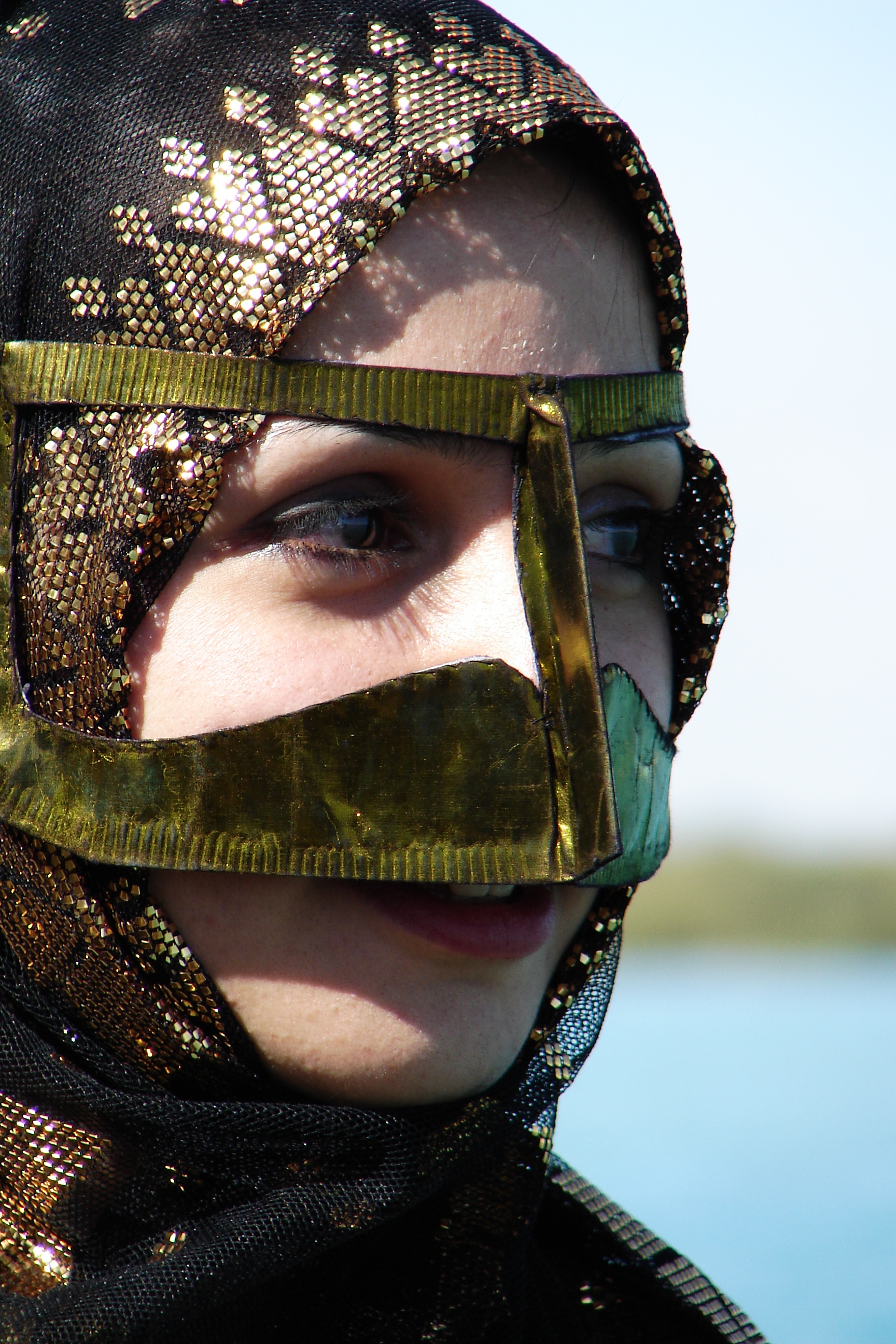
Dona iraniana amb lligadura tradicional regional

Com l'hijab, és un mocador o vel (mocador al cap) islàmic. Però l'hijab cobreix tan sols els cabells i el coll, deixant lliure tota la cara, i pot ser de qualsevol teixit, i estar lligat amb diferents agulles o complements. El nicab, per contra, sol ser llis i fosc, habitualment negre, i només deixa oberta una escletxa a l'altura dels ulls, per a poder veure-hi. Tampoc no s'ha de confondre amb la burca, que cobreix tot el cos i sol ser d'un color més lluminós, típicament blau elèctric. El xador és una peça de vestir per al cos sencer, que en principi deixa lliure la cara.
En català antic el papafigo era un cobricap que s'estenia fins a cobrir el coll i que cobria també part de la cara, deixant solament en descobert els ulls i el nas.
El nicab es fa servir al golf Pèrsic, i en menys mesura al Magrib, al Sud-est asiàtic i al subcontinent indi. En les comunitats on n'és tradicional l'ús, s'aconsella que les noies el portin des de la pubertat per descobrir-se només a casa davant la família més directa. Pel seu caràcter extrem, centra les polèmiques sobre la roba adequada i el control sobre la dona.

## Origen
Aquest costum de cobrir-se tota la cara amb un vel és originari, en part, de la tradició indumentària de les dones de certes classes socials de la Pèrsia preislàmica; la cultura musulmana va adoptar-lo durant la conquesta musulmana de Pèrsia. D'altra banda, els texts religiosos de l'Islam, l'Alcorà i els hadits, fan referència al fet que les dones han d'utilitzar un vel o un fulard per a ser respectades, però l'ús dels termes resta, de vegades, enigmàtic, ja que es poden interpretar de manera literal o simbòlica.
L'ús del nicab va decaure durant l'època colonial i encara més a partir de la independència dels diversos països musulmans -ja que la majoria dels nous governs eren laics- i només ha tornat a estendre's a partir dels anys vuitanta i noranta, sota la influència de l'integrisme islàmic. Legalment, les quatre escoles tradicionals de jurisprudència islàmica, o màdhhabs, preconitzen amb diferents matisos l'ús del vel per a les dones, però cap no en considera obligatori l'ús del nicab.
L'any 2009, el clergue i acadèmic islàmic egipci Muhammad Sayyid Tantawi, gran imam de la mesquita Al-Azhar del Caire, que inclou una de les universitats més prestigioses del món musulmà, es va declarar en contra de l'ús del nicab i el va prohibir a les seves aules tot dient que "el nicab no és res més que una tradició; no té cap lligam amb la religió, ni de prop ni de lluny", i al·legant que en una aula és necessari veure la cara (el cabell, per exemple, no cal) dels alumnes per poder interaccionar amb ells i saber si entenen el que explica.